# Prosalirus
Prosalirus is een uitgestorven kikker uit de familie Prosaliridae. Er is slechts één soort bekend: Prosalirus bitis. De kikker werd in 1995 gevonden in de Amerikaanse staat Arizona. De soort leefde waarschijnlijk in het Jura, zo'n 190 miljoen jaar geleden. 

## Beschrijving
Het skelet heeft basale kenmerken, maar heeft grotendeels de salamanderachtige trekken van zijn voorouders verloren. Het heeft een skelet dat is ontworpen om de kracht van het springen met zijn achterpoten en staart op te vangen. Het heeft ook lange heupbeenderen, lange achterbeenbeenderen en lange enkelbeenderen, allemaal vergelijkbaar met moderne kikkers, en is vanaf 2009 de vroegste echte kikker.
De naam komt van het Latijnse werkwoord prosalire, wat 'voorwaarts springen' betekent. Aangenomen wordt dat hij 190 miljoen jaar geleden in het Vroeg-Jura heeft geleefd, ruim voor de eerste bekende moderne kikker Callobatrachus.
Sinds 2020 zijn er slechts drie Prosalirus-skeletten ontdekt.

## Habitat
Aangenomen wordt dat de Prosalirus in brakke, zoetwater- en terrestrische omgevingen heeft geleefd.